# Przełęcz Długie
Przełęcz Długie – przełęcz w Beskidzie Niskim położona na wysokości ok. 550 m n.p.m. pomiędzy szczytami Dąb (676 m n.p.m.) a nie posiadającym nazwy wierzchołkiem o wysokości 642 m n.p.m. Przez przełęcz nie prowadzi żaden znakowany pieszy szlak turystyczny, wiedzie natomiast droga, łącząca wsie Wyszowatka i  Grab z terenem nieistniejącej wsi Długie. Na samej przełęczy znajduje się kamienny krzyż.
Przez przełęcz biegnie Transgraniczny Szlak Rowerowy.